# Yaphet Kotto (groupe)
Yaphet Kotto est un groupe de musique screamo californien créé en 1997.
Le groupe est né sur les cendres du groupe Staple et avec l'arrivée du bassiste Pat. Ils ont signé chez Ebulition Records, ainsi que Council Records pour leurs Split 7 albums et les 7″ et 12″.

## Membres
- Mag : Guitare, Chant 1996-2005
- Casey : Guitare, Chant 1996-2005
- Scott : Batterie 1998-2002, 2003-2005
- Pat : Basse, Chant 1996-2000
- Luke : Batterie 1996
- Paul : Batterie 1997-1998
- Jose : Batterie 2002-2003
- Keith : Basse 2000
- Chris : Basse 2000-2002
- Austine : Basse, Chant 2002-2005

## Discographie[2]

### Éponyme
7″
| No | Titre                                     | Durée |
| -- | ----------------------------------------- | ----- |
| 1. | The Killer Was In The Government Blankets |       |
| 2. | Crane Lifting Crane                       |       |
| 3. | Car Part Three                            |       |

### The Killer Was In The Government Blankets
Album édité en 1998.
| 1.    | First Meetings Agreement                  | 4:22 |
| 2.    | Torn Pictures                             | 3:17 |
| 3.    | Reserved For Speaker                      | 3:36 |
| 4.    | Driving Through Natchez                   | 3:23 |
| 5.    | Are You Still Working At That Cafe'       | 3:49 |
| 6.    | B And C                                   | 3:52 |
| 7.    | A Symbol                                  | 4:18 |
| 8.    | The Killer Was In The Government Blankets | 2:08 |
| 9.    | Suffocate                                 | 4:17 |
| 33:02 |                                           |      |

### Yaphet Kotto/Suicide Nation
Split 7″ album en collaboration avec Suicide Nation.

### Syncopated Synthetic Laments For Love
Album édité en 2002.
| 1.    | Circumstantial Evidence               | 3:47  |
| 2.    | Status Symbol                         | 2:19  |
| 3.    | Inquire Within                        | 4:00  |
| 4.    | The Weight Of Remorse                 | 5:22  |
| 5.    | Fact Or Fiction                       | 3:57  |
| 6.    | Syncopated Synthetic Laments For Love | 3:06  |
| 7.    | Highly Enlightened                    | 2:42  |
| 8.    | Blind Leading The Blind               | 3:29  |
| 9.    | Of Epic Proportions                   | 5:56  |
| 10.   | Instrumental                          | 10:34 |
| 45:12 |                                       |       |

### Usual Suspects
7″.

### European Tour
12″.

### Envy-Yaphet Kotto-This Machine Kills
Split 7″ album en collaboration avec Envy et This Machine Kills. Album édité en 2003.
| 1.    | The Fall                            | Yaphet Kotto       | 3:36 |
| 2.    | Tracing                             | Yaphet Kotto       | 1:59 |
| 3.    | Momentary Loss of Breath            | Yaphet Kotto       | 3:27 |
| 4.    | Define Silence                      | This Machine Kills | 2:28 |
| 5.    | Carpet of Gole-Carpet of Bombs      | This Machine Kills | 3:45 |
| 6.    | Our Histories Have Burned Holes     | This Machine Kills | 1:28 |
| 7.    | A Far-Off Reason                    | Envy               | 6:18 |
| 8.    | Signal                              | Envy               | 2:14 |
| 9.    | An Adventure of Silence and Purpose | Envy               | 6:10 |
| 10.   | Collaboration Song #1               |                    |      |
| 41:55 |                                     |                    |      |

### We Bury Our Dead Alive[3]
Album édité en 2004.
| 1.    | Untitled               | 3:02 |
| 2.    | We Bury Our Dead Alive | 5:23 |
| 3.    | The Heavy Burden       | 2:40 |
| 4.    | Past On The Stairs     | 3:48 |
| 5.    | Chime The Day          | 3:04 |
| 6.    | PAths                  | 4:14 |
| 7.    | The Constant Ringing   | 3:11 |
| 8.    | The Lurker             | 6:20 |
| 9.    | Chime The Night        | 5:21 |
| 10.   | Untitled               | 0:59 |
| 38:02 |                        |      |